# جيمس ريتشارد بايلي
جيمس ريتشارد بايلي، الحاصل على رتبة الإمبراطورية البريطانية، (بالإنجليزية: James Richard Abe Bailey)‏ (من مواليد تشرين الأول / أكتوبر 1919 - والمُتوفى في29 شباط / فبراير عام 2000)، والمعروف باسم جيم بايلي، هو طيار ومقاتل وشاعر في فترة الحرب العالمية الثانية في إنجلترا وجنوب أفريقيا. أسّس جيم مجلة درام Drum، المجلة الأكثر قراءةً في إفريقيا.

## سيرته الشخصية
وُلد بيلي في لندن في 23 أكتوبر 1919 للسير أبي بيلي ورائدة الطيران دام ماري بيلي. تلقى جيم تعليمه في كلية وينشستر وكنيسة أكسفورد. وعند اندلاع الحرب العالمية الثانية، استُدعي من الأسطول الجوي لجامعة أكسفورد وانضم إلى سلاح الجو الملكي كطيار في سبتمبر 1939. خدم مع السرب 264 و 85، وقاد طئرات من نوعية ديفيانتس وهوريكان وبوفتيرز.

### مجلة درام والمدينة الذهبية
في عام 1951 قدم جيم دعمًا ماليًا لبوب كريسب لبدء مجلة تسمى درام الإفريقية African Drum ومقرها في كيب تاون لتستهدف القراء السود. ولكن مع انخفاض عدد القراء، استحوذ جيم على المجلة. أُعيد تسمية المجلة الشهرية ببساطة إلى درام Drum وانتقل المكتب الرئيسي إلى جوهانسبرغ، وعُيّن أنتوني سامبسون رئيس تحرير للمجلة. أسس بيلي أيضًا في عام 1955 مجلة المدينة الذهبية، أول صحيفة للسود تصدر يوم الأحد في البلاد.

### كتاب الملوك والجبابرة
كان كتاب بيلي الملوك والجبابرة: صعود العالم الجديد في العصور القديمة عملاً مثيرًا للجدل حول الاتصال عبر المحيطات في عصر ما قبل كولومبوس، والذي ادّعى فيه أن الكثير من الأفراد قد هبطوا على شواطئ اجزر المحيط الأطلسي والهادئ في أمريكا قبل كولومبوس. وقد تمت تفنيد هذا الادعاء في العديد من الكتاب التي وصفته بأنه إدعاء كاذب.

### وفاته
تُوفي بيلي في عام 2000 عم عمر يناهز 80 عامًا، من سرطان القولون. تاركًا زوجته باربرا (المشهورة باسم ابشتاين، والتي تزوجته في عام 1962)، وأربعة من أطفاله.

## مؤلفاته
- صعود العالم الجديد في العصور القديمة
- الطموحات الوطنية (1958)
- اسكيمو نيل (1964)[7]
- الملوك والجبابرة (1973)
- السماء المُعلّقة (1990)[7]
- شعر الطيار المقاتل (1993)
- الإبحار إلى الجنة (1993)